# فوزاي إشيكاوا
فوزاي إشيكاوا (باليابانية: 市川 房枝) (15 مايو 1893 – 11 فبراير 1981) هي نسوية، سياسية وقيادية تصويت النساء يابانية. ولدت ببيزاي، آيتشي باليابان يوم 15 يوليو 1893، في سنة 1920 أسست جمعية الجديدة للنساء مناصفة مع زميلتها رايشو هيراتسوكا. في عام 1974 حصلت إشيكاوا على جائزة رامون ماجسايساى لعملها الشاق في مناهضة المساواة الاجتماعية. توفيت فوزاي إشيكاوا عام 1981 عن عمر ناهز 87 سنة.

## نشأتها
ولدت إيتشيكاوا في محافظة آيتشي في بيساي عام 1893، نشأت مع التركيز على التعليم وكذلك كشاهدة على تعرض والدتها للعنف الجسدي من والدها. التحقت بأكاديمية المعلمات للسيدات في آيتشي بهدف أن تصبح مدرسة في المدرسة الابتدائية. عند انتقالها إلى طوكيو في عقد 1910، تعرفت على الحركة النسوية. عادت إلى آيتشي في عام 1917 وأصبحت أول صحفية في جريدة ناغويا. في عام 1920، شاركت في تأسيس جمعية النساء الجديدة (شين-فوجين كيوكاي) مع الناشطة اليابانية البارزة هيراتسوكا رايتشو.

## حق التصويت للنساء
كانت جمعية النساء الجديدة أول منظمة يابانية تأسست صراحة لتحسين وضع ورفاهية النساء. تحت قيادة إيتشيكاوا، قامت المنظمة بحملة لتغيير القوانين اليابانية التي تحظر مشاركة النساء في السياسة. نظرًا لمنع النساء من هذا النوع من الحملات (بنفس القانون الذي سعت المنظمة لإلغائه)، نظمت المنظمة أحداثًا تعرف باسم «اجتماعات المحاضرات» لدعم حملتها. ألغي القانون في النهاية من قبل البرلمان الإمبراطوري في عام 1922، بعد ذلك حلت الجمعية.
بعد عامين، سافرت إيتشيكاوا إلى الولايات المتحدة، مصممة على التواصل مع قائدة حركة نضال حقوق المرأة في أمريكا، أليس بول. عادت إلى اليابان في عام 1924 للعمل في فرع منظمة العمل الدولية في طوكيو، حيث أسست أول منظمة لحقوق المرأة في اليابان، وهي «رابطة حقوق المرأة في اليابان»، التي عُقدت في عام 1930 أول مؤتمر وطني على حق التصويت للنساء في اليابان. عملت إيتشيكاوا بشكل وثيق مع شيغيري ياماتاكا، التي انتخبت لمجلس المستشارين فيما بعد.
شهدت فترة الاحتلال بعد الحرب دورًا مهمًا لإيتشيكاوا في ضمان أن يكون حق التصويت للنساء جزءًا من دستور اليابان بعد الحرب، داعية لفكرة أن تمكين المرأة سياسيًا قد منع دخول اليابان في حرب مدمرة. بدأت رابطة نساء اليابان الجديدة عملها كمنظمة مكرسة للفوز بحق التصويت للنساء، وعينت إيتشيكاوا رئيسة للمنظمة.
جهود إيتشيكاوا، بالإضافة إلى متطلبات إعلان بوتسدام، أدت إلى منح الحق الكامل للنساء في التصويت في نوفمبر 1945.

## نشاطات أخرى
من بين الحملات الأخرى، كانت هناك جهود للحد من فساد الانتخابات، مما أدى في عام 1933 إلى تأسيس «الجمعية النسائية لتنظيف سياسات طوكيو» وإنشاء مكتب حكومي رسمي باسم الجمعية المركزية لتنظيف الانتخابات، التي عينت إيتشيكاوا فيها كأحد أعضائها الخمسة من النساء المستشارات. خلال الحرب العالمية الثانية، عينت إيتشيكاوا أمينًا عام للجمعية المركزية للحشد الروحي الوطني، وهي منظمة شكلتها الحكومة اليابانية بهدف زيادة الدعم الشعبي لجهود الحرب اليابانية. عملت أيضًا أمينًا عامًا لجمعية نساء اليابان الكبرى، التي نسقت جهود المنظمات الخاصة المؤيدة.
دافعت بلا كلل عن قضايا المرأة، حيث نظمت وشاركت في مؤتمرات نسائية في اليابان وعلى المستوى الدولي. في عام 1980، ظهرت كصوت رائد في حث الحكومة اليابانية على التصديق على اتفاقية القضاء على جميع أشكال التمييز ضد المرأة.

## مسيرتها السياسية
بعد الحرب العالمية الثانية، استبعدت إيتشيكاوا في البداية وعزلت من المناصب السياسية أو الحكومية بواسطة القوات الاحتلالية. عادت إلى الساحة السياسية بعد انتهاء الاحتلال، وفازت بانتخابات البرلمان في عام 1953 كممثلة عن طوكيو. واصلت تركيزها على القضايا المهمة للنساء، بالإضافة إلى الإصلاحات الانتخابية. أعيد انتخابها مرتين، لكنها فشلت في الحصول على فترة جديدة في الانتخابات القادمة، وغادرت المنصب في عام 1971.
عام 1974، تم طلب من إيتشيكاوا، التي بلغت في ذلك الوقت 81 عامًا من العمر، الترشح مرة أخرى، وحصلت على فترة رابعة في البرلمان. أعيد انتخابها إلى مجلس المستشارين في عام 1980، بأعلى عدد من الأصوات من الدائرة الانتخابية الوطنية.

## الجوائز
حصلت إيتشيكاوا على جائزة رامون ماجسايساي للقيادة المجتمعية في عام 1974 تقديرًا لجهودها في دعم المساواة الاجتماعية.